# Genotrichia minor
Genotrichia minor är en tvåvingeart som beskrevs av Malloch 1938. Genotrichia minor ingår i släktet Genotrichia och familjen parasitflugor. Inga underarter finns listade i Catalogue of Life.